# 黑錯寺事件
黑錯寺事件是清朝道光二十五年(1845年)時甘肅黑錯寺為首的一次藏族民變。
1845年4月间，陕甘总督布彦泰追捕反清藏族首领束奴脱巴，进军到黑错寺地方。“黑错四沟番族胆敢纠集马步队一千七、八百人分股迎敌，先后拒毙官、土兵丁数十名”。
布彦泰委派总兵站柱、知府庄俊元等增兵前往黑错寺威慑，逼迫交出束奴脱巴等人。因该寺交出6名并非指名索要之人，站柱、庄俊元率兵沿那沙莊、滅力疊上莊开始屠杀。随后，清军继续增调军队，经过岔口，焚庄毁寺，藏民在清军优势兵力和火炮的攻击下遭到失败，大部分投往拉卜楞寺，由拉卜楞寺带至清军大营投降。